# Úvalno
Úvalno är en ort i Tjeckien. Den ligger i den östra delen av landet, 240 km öster om huvudstaden Prag. Úvalno ligger 322 meter över havet och antalet invånare är 938.
Terrängen runt Úvalno är lite kuperad, och sluttar österut. Runt Úvalno är det ganska tätbefolkat, med 65 invånare per kvadratkilometer. Närmaste större samhälle är Krnov, 5,5 km nordväst om Úvalno. Trakten runt Úvalno består till största delen av jordbruksmark.